# 石川県道2号七尾羽咋線

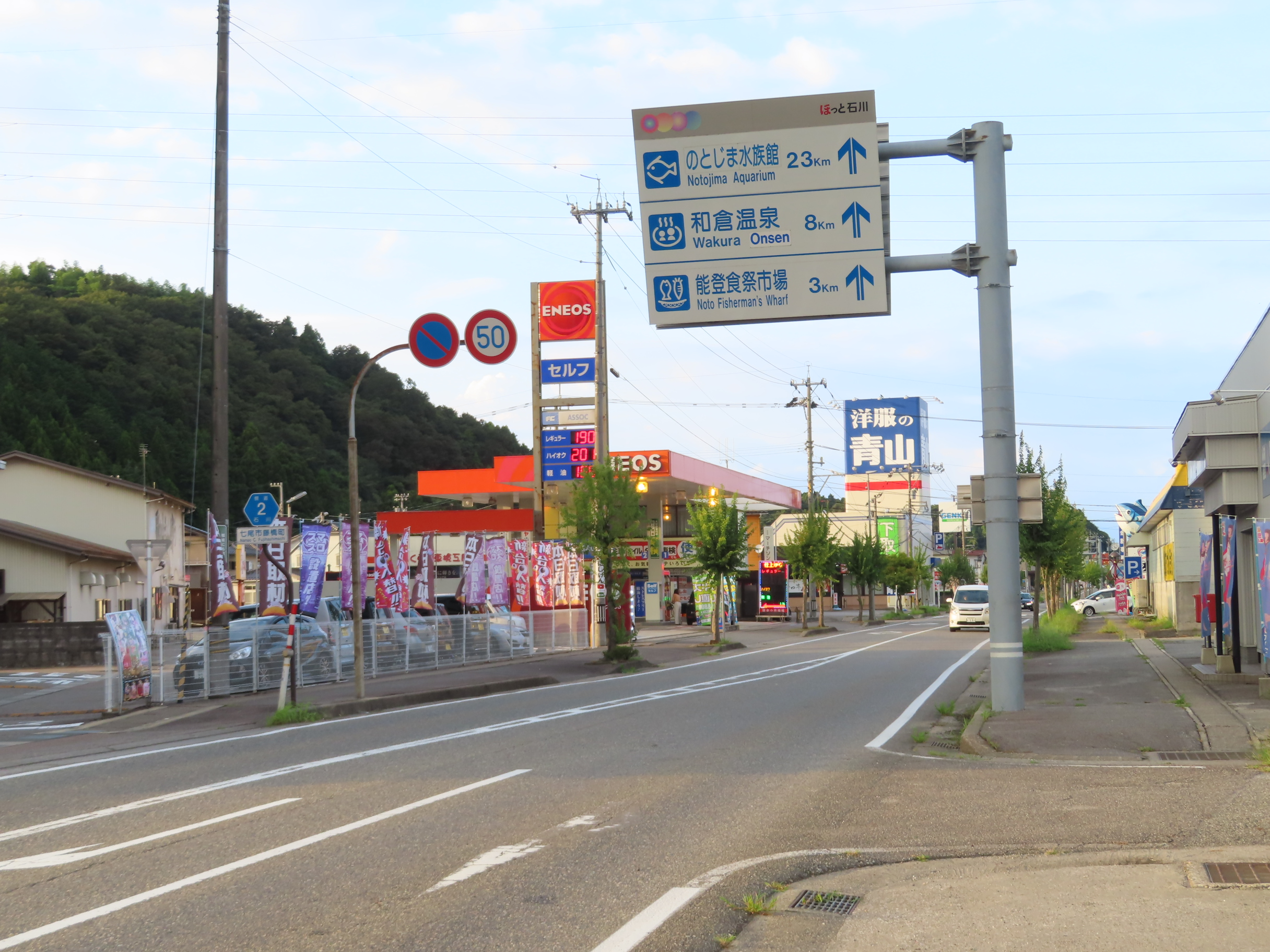
七尾市藤橋町（2023年9月）

石川県道2号七尾羽咋線（いしかわけんどう2ごう ななおはくいせん）は、石川県七尾市と羽咋市を結ぶ県道（主要地方道）である。

## 概要
能登半島中央部を北東から南西に走る窪地・邑知地溝帯は、邑知潟とともに、古来よりの天然の良港・七尾港から本州内陸部へ向かう重要な交通ルートとして早くから開けていた地域であり、山がちな能登半島では大変良好な農地としても発展してきた。地溝帯の南北に屏風の様にそびえるそれぞれの山際に沿って二つの街道が成立、それぞれを西往来（西往還）、東往来（東往還）と呼称するようになった。石川県道2号七尾羽咋線はこのうちの西往来が発展整備されたものであり、行程の7割ほどをJR七尾線と寄り添うように進む。なお、東往来（東往還）は国道159号やその旧道石川県道244号七尾鹿島羽咋線にあたる。

### 路線データ
- 起点： 石川県七尾市川原町18番地先（川原町交差点・国道159号起点、国道160号起点）
- 終点： 石川県羽咋市中央町ア175番1地先（中央町南交差点・国道249号重複）

## 歴史
- 1961年（昭和36年）8月4日：「主要地方道七尾羽咋線」として認定
- 2024年（令和6年）1月1日 - 能登半島地震が発生。七尾市内で一時通行止となる[1]。

## 路線状況

### 重複区間
- 石川県道1号七尾輪島線（七尾市川原町・川原町交差点 - 七尾市小島町・小丸山交差点）
- 石川県道234号函屋酒井線（中能登町金丸・宮地交差点 - 中能登町金丸）
- 国道249号（羽咋市柳田町・猫の目交差点 - 羽咋市中央町・中央町南交差点：終点）

## 地理

### 通過する自治体
- 七尾市
- 鹿島郡中能登町
- 羽咋市

### 交差する道路
- 国道159号・国道160号（七尾市川原町・川原町交差点、起点）
- 石川県道132号七尾港線（七尾市御祓町・七尾駅北交差点）
- 石川県道1号七尾輪島線：小丸山交差点（七尾市小島町）
- 国道249号藤橋バイパス（七尾市国分町・国分交差点）
- 石川県道249号池崎徳田線（七尾市白馬町・白馬町交差点）
- 石川県道252号瀬戸春木線（鹿島郡中能登町新庄・新庄交差点）
- 石川県道18号氷見田鶴浜線（鹿島郡中能登町羽坂・羽坂交差点）
- 石川県道325号良川磯辺線（鹿島郡中能登町良川・良川交差点）
- 石川県道242号久江鹿西線（石川県道250号能登部停車場線 重複）・石川県道251号志賀鹿西線・（鹿島郡中能登町能登部・能登部交差点）
- 石川県道304号鹿西氷見線（鹿島郡中能登町能登部・武道館前交差点）
- 石川県道234号函屋酒井線（鹿島郡中能登町金丸・宮地交差点）
- 石川県道234号函屋酒井線（鹿島郡中能登町金丸）
- 石川県道240号金丸金丸停車場線（鹿島郡中能登町金丸・金丸駅口交差点）
- 石川県道233号羽咋田鶴浜線（羽咋市千路町）
- 国道249号・石川県道60号金沢田鶴浜線（のと里山海道 柳田IC接続）（羽咋市柳田町・猫の目交差点）
- 国道249号・石川県道232号若部千里浜インター線（羽咋市中央町・中央町南交差点、終点）